# Schizonycha eremita
Schizonycha eremita är en skalbaggsart som beskrevs av Brenske 1898. Schizonycha eremita ingår i släktet Schizonycha och familjen Melolonthidae. Inga underarter finns listade i Catalogue of Life.